# 嵯峨立南テレビ中継局
嵯峨立南テレビ中継局（さがたちみなみテレビちゅうけいきょく）は、宮城県登米市の旧東和町地域に置かれているテレビ中継局。

## 中継局概要

### デジタルテレビ放送
| リモコン 番号 | 放送局名           | チャンネル 番号 | 空中線 電力 | ERP   | 偏波面   | 放送対象地域 | 放送区域 内世帯数 | 運用開始日     |
| ------------- | ------------------ | --------------- | ----------- | ----- | -------- | ------------ | ----------------- | -------------- |
| 1             | TBC 東北放送       | 22              | 100mW       | 580mW | 水平偏波 | 宮城県       | 約100世帯         | 2010年 9月27日 |
| 2             | NHK 仙台教育       | 30              | 100mW       | 580mW | 水平偏波 | 全国         | 約100世帯         | 2010年 9月27日 |
| 3             | NHK 仙台総合       | 26              | 100mW       | 580mW | 水平偏波 | 宮城県       | 約100世帯         | 2010年 9月27日 |
| 4             | MMT 宮城テレビ放送 | 18              | 100mW       | 580mW | 水平偏波 | 宮城県       | 約100世帯         | 2010年 9月27日 |
| 5             | KHB 東日本放送     | 20              | 100mW       | 580mW | 水平偏波 | 宮城県       | 約100世帯         | 2010年 9月27日 |
| 8             | OX 仙台放送        | 16              | 100mW       | 580mW | 水平偏波 | 宮城県       | 約100世帯         | 2010年 9月27日 |

- 所在地： 登米市東和町錦織字大木沢[2]（嵯峨立小学校跡南東高地）
- 放送区域： 登米市の一部[2]
- 2010年6月22日に予備免許が交付され[3][4]、8月上旬に試験電波を発射。9月22日に本免許が交付され[1]、9月27日に本放送を開始した[1]。

### アナログテレビ放送
| チャンネル 番号 | 放送局名     | 空中線 電力          | ERP                 | 偏波面   | 放送対象地域 | 放送区域 内世帯数 | 運用開始日    |
| --------------- | ------------ | -------------------- | ------------------- | -------- | ------------ | ----------------- | ------------- |
| 49              | NHK 仙台教育 | 映像500mW/ 音声125mW | 映像3.2W/ 音声810mW | 水平偏波 | 全国         | 109世帯           | 1977年 3月2日 |
| 51              | NHK 仙台総合 | 映像500mW/ 音声125mW | 映像3.2W/ 音声810mW | 水平偏波 | 宮城県       | 109世帯           | 1977年 3月2日 |

- 所在地： デジタルテレビ放送に同じ
- 2011年7月24日をもってすべて廃止される予定だったが、3月11日に発生した東日本大震災の影響により、2012年3月31日に延期された。なお、民放は中継局を置いておらず、東和嵯峨立局などを受信していた。